# Agrale Marruá
O Agrale Marruá é uma viatura desenvolvida para o uso militar, para o transporte de pessoal e/ou carga em qualquer terreno, onde a robustez a confiabilidade e a segurança são seus maiores atrativos. Desenvolvido com base no jipe militar EE-12 da extinta Engesa, possui várias melhorias de projeto especialmente elaboradas para cumprir o Requisito Técnico Básico 063/94 do Exército Brasileiro, para uma Viatura de Transporte Não Especializada (VTNE) ½ tonelada 4x4. O Agrale Marruá apresenta diferentes versões que permitem a instalação de diversos tipos de equipamentos para o uso militar (metralhadora 7,62 mm ou 12,7 mm, lançador de míssil anticarro, canhão sem recuo de 106 mm, entre outros), como também versões para o mercado civil de utilitários.

## Histórico de desenvolvimento
Com a falência da Engesa (Engenheiros Especializados S. A.) no início dos anos 90, ex-funcionários da fabricante de veículos militares adquiriram os direitos do jipe Engesa EE-4/EE-12 e o aperfeiçoaram para servir como principal viatura de transporte 4x4 das Forças Armadas brasileira. Três protótipos foram construídos e um foi submetido a testes para homologação pelo Exército Brasileiro, a fim de substituírem aos vetustos jipes em uso pelas Forças Armadas. O potencial do projeto para servir como viatura de transporte de pessoal e/ou carga para as Forças Armadas tanto do Brasil como de outros países, serviu de incentivo para que em 2003 a Agrale anunciasse que iria investir onze milhões de reais no projeto para desenvolvê-lo e dar início a produção seriada do Marruá a partir de fevereiro de 2004. Após uma bem-sucedida campanha de provas feita pelo Centro de Avaliações do Exército (CAEx), o Marruá (touro selvagem e bravio do pantanal) foi homologado em 2005 pelo Exército Brasileiro, que finalmente encomendou um lote-piloto de oito unidades para testes finais de aceitação.
Em 2008, a Marinha do Brasil através do Corpo de Fuzileiros Navais teve homologado o Agrale Marruá, que adquiriu um primeiro lote de viaturas para substituir as versões mais antigas dos Toyota Bandeirante em uso pela Força. Os Marruás da Marinha  possuem características únicas que os diferem dos usados pelo Exército, como pintura resistente à corrosão causada pelo mar, pneus especiais para uso em terreno arenoso, assim como são configurados para o transporte de seis ocupantes. Em 2010 o  Exército Brasileiro começou a incorporar cada vez mais viaturas Agrale Marruá. Até o fim de 2010, mais de 200 unidades já haviam sido encomendadas pelas Forças Armadas.

## Uso militar

### Missão de paz no Haiti
Desde o início de 2009 o Exército Argentino, sob a égide da ONU (Organização das Nações Unidas), dispõe em sua base na cidade de Porto Príncipe, de 18 viaturas Agrale Marruá nas versões AM20 transporte de pessoal ou carga e também ambulância, que farão parte de seu efetivo no Haiti no esforço para a estabilização do país caribenho.

### Operadores militares

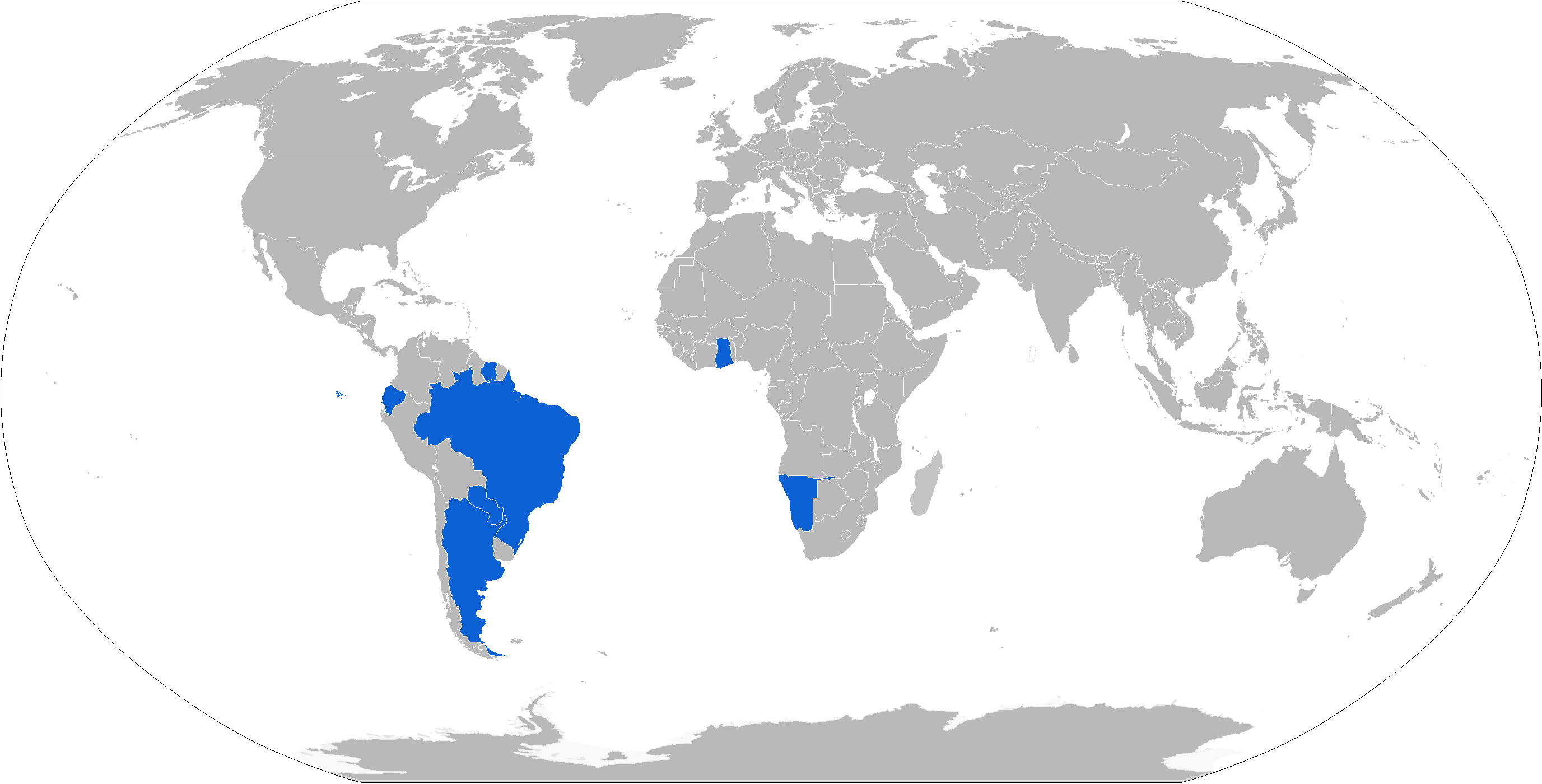
Operadores do Marruá em azul

- Brasil
- Argentina
- Equador
- Paraguai
- Namíbia
- Suriname
- Emirados Árabes Unidos

## Versões[4]

### Versões militares

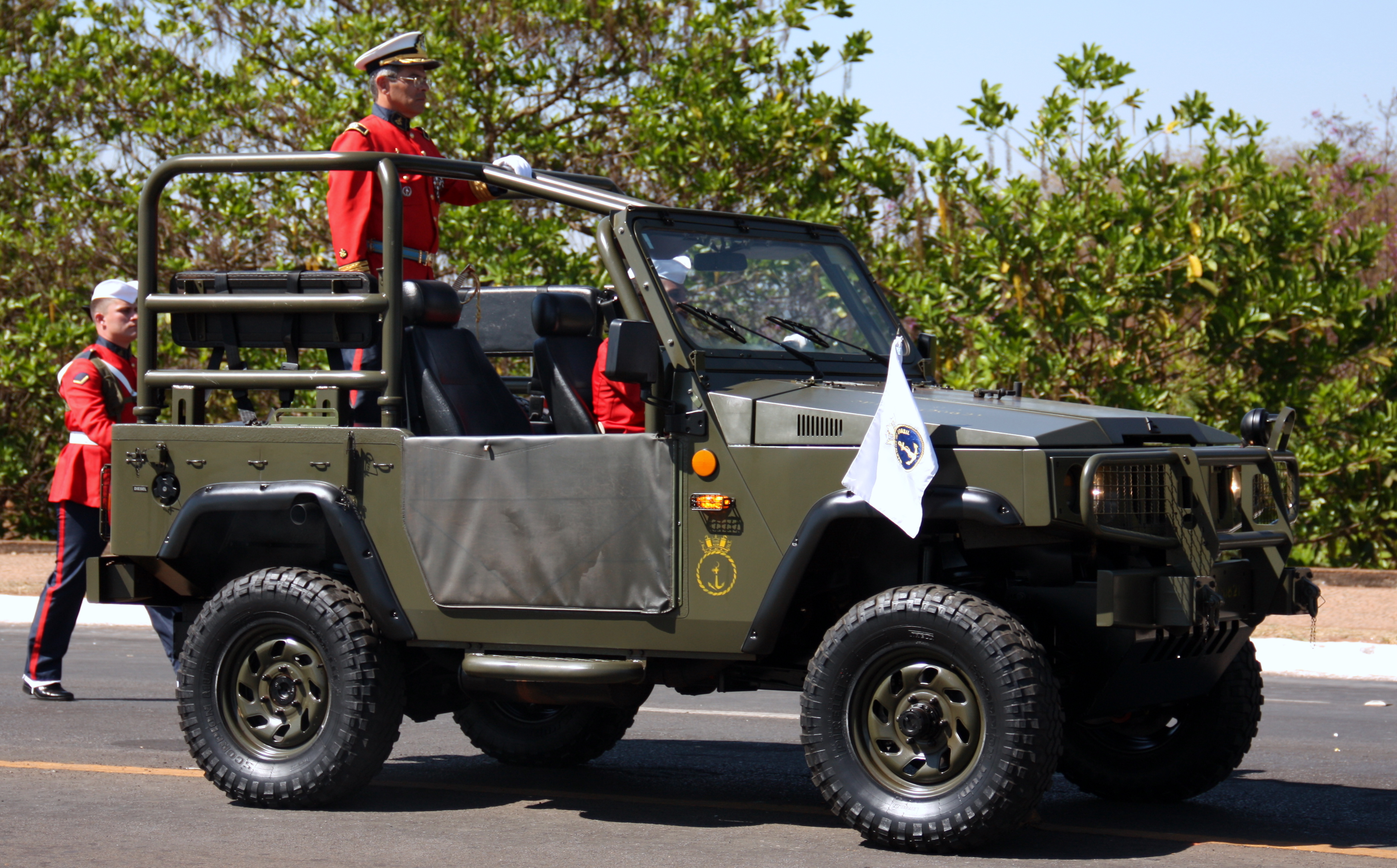
Versão AM2.

- AM1 Euro II e AM2 Euro III (Viatura de transporte para 4 tripulantes, com capota removível)
- AM10 Euro II e AM11 Euro III (Viatura de transporte para 5 tripulantes, com capota removível)
- AM10 - Rec Euro II e AM11 - Rec Euro III (Viatura de reconhecimento com reparo para metralhadora com 360° de giro)
- AM20 Euro II e AM21 Euro III (Viatura de transporte de pessoal ou carga de 750 kg com capota removível e carroceria metálica com teto de vinil)
- AM20 - Amb Euro II e AM21 - Amb Euro III (Viatura especial para transporte de feridos, podendo ser de simples remoção ou com equipamentos de UTI)
- AM20 - VCC Euro II e AM21 - VCC Euro III (Viatura especial para comando e controle de operações)
- AM23
- AM31
- AM41

### Versões para uso civil

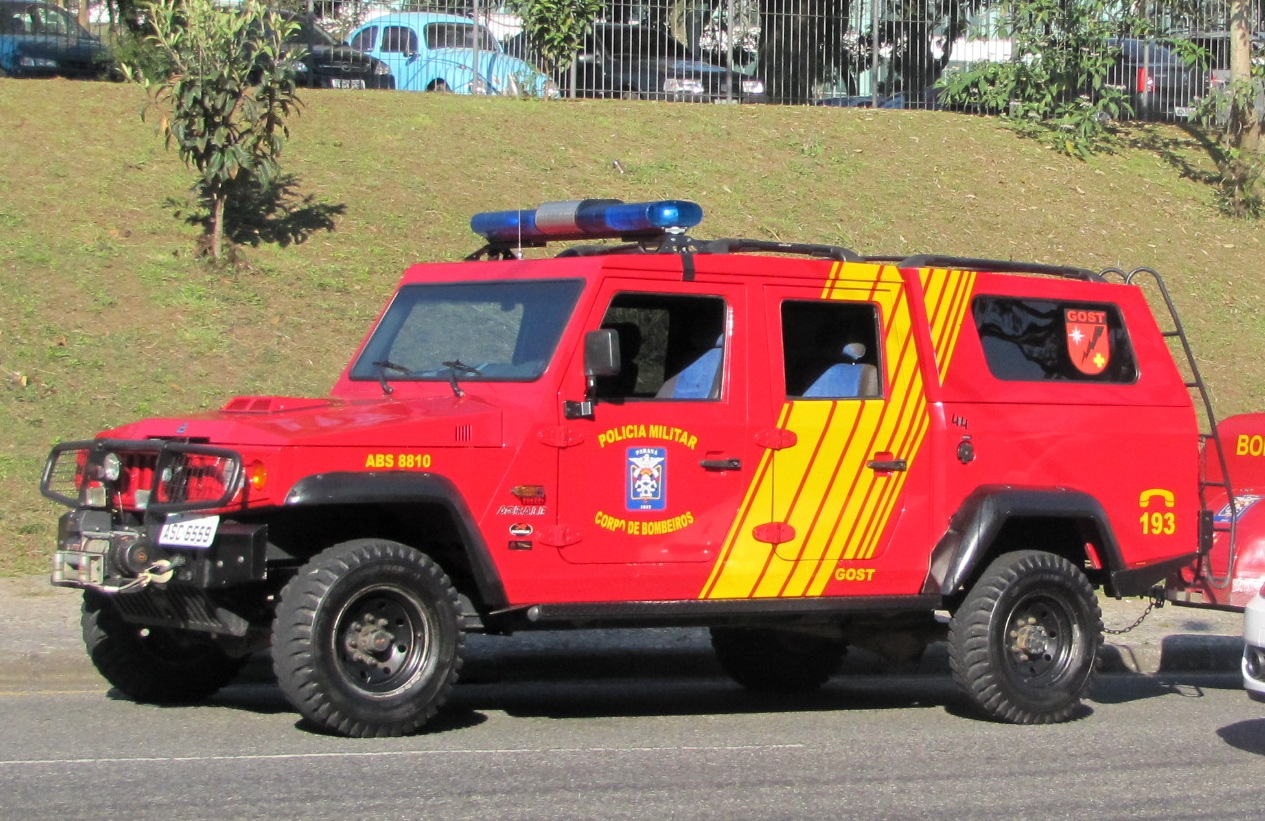
Versão AM200.

- AM50
- AM100
- AM150
- AM200
- AM300

## Ficha Técnica (Agrale Marruá AM1)[5]

### Dimensões
- Comprimento: 3,80 m
- Altura total: 1,95 m
- Altura com parabrisa rebatido: 1,40 m
- Largura: 1,92 m
- Ocupantes: 4 soldados

### Pesos
- Peso em ordem de marcha: 1.960 kg
- Peso bruto total: 2.460 kg

### Performance
- Velocidade máxima: 128 km/h
- Velocidade mínima controlada: 4 km/h
- Aclive máximo: 60 %
- Lateral máximo: 30 %
- Passagem de vau: 0,60 m (sem snorkel, conforme RTB/ROB - Exército Brasileiro)
- Altura livre do solo: 0,26 m
- Ângulo de entrada: 64°
- Ângulo de saída: 52°
- Carga útil máxima: 500 kg + reboque de 500 kg
- Autonomia: 1.000 km (em estrada)

### Transmissão
- Marca/Modelo: Eaton FS 2305, mecânica
- Marchas: 5 marchas avante e 1 à ré

### Suspensão
- Tipo: Dianteira e traseira com barras longitudinais oscilantes e barra transversal. Molas helicoidais e amortecedores de dupla ação

### Motor
- Marca/Modelo: MWM SPRINT 4.07TCA-EII turbodiesel, 2,8 litros, 4 cilindros em linha, refrigerado a água
- Potência: 132 cv a 3.600 rpm
- Torque: 340 Nm a 1.800 rpm